# Tara Reid

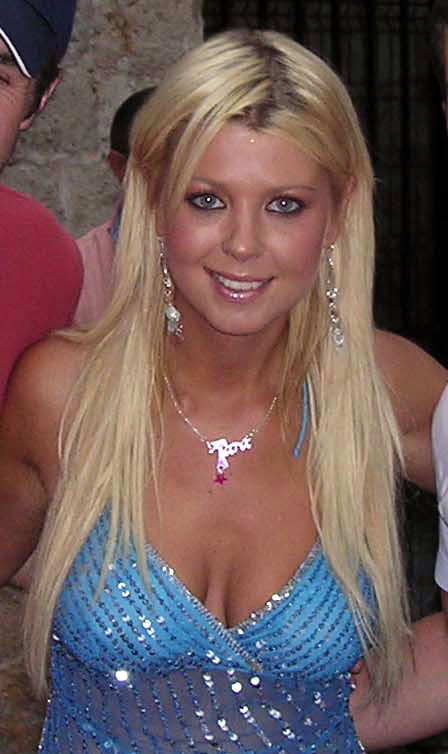
Tara Reid

Tara Reid (n. 8 noiembrie 1975 în Wyckoff, New Jersey) este o actriță americană.

## Date biografice
Tara este fiica lui Tom și Donna Reid. Pentru prima oară Tara Reid apare pe ecran la vârsta de 6 ani. Ulterior face publicitate pentru Jell-O, McDonald’s și Crayola. În 1987 poate fi văzută în filmul thriller "Salem 2".

## Filmografie
| Anul | Titlu                         | Role                             | Note              |
| ---- | ----------------------------- | -------------------------------- | ----------------- |
| 1987 | A Return to Salem's Lot       | Amanda                           |                   |
| 1998 | The Big Lebowski              | Bunny Lebowski                   |                   |
| 1998 | Girl                          | Cybil                            |                   |
| 1998 | I Woke Up the Day I Died      | Prom Queen / Nightclub Bartender |                   |
| 1998 | Urban Legend                  | Sasha Thomas                     |                   |
| 1999 | Cruel Intentions              | Marci Greenbaum                  |                   |
| 1999 | Around The Fire               | Jennifer                         |                   |
| 1999 | American Pie                  | Victoria 'Vicky' Lathum          |                   |
| 1999 | Body Shots                    | Sara Olswang                     |                   |
| 2000 | Dr. T & the Women             | Connie                           |                   |
| 2001 | Just Visiting                 | Angelique                        |                   |
| 2001 | Josie and the Pussycats       | Melody Valentine                 |                   |
| 2001 | American Pie 2                | Victoria 'Vicky' Lathum          |                   |
| 2002 | National Lampoon's Van Wilder | Gwen Pearson                     |                   |
| 2003 | Devil's Pond                  | Julianne                         | Straight-to-video |
| 2003 | My Boss's Daughter            | Lisa Taylor                      |                   |
| 2005 | Alone in the Dark             | Aline Cedrac                     |                   |
| 2005 | The Crow: Wicked Prayer       | Lola Bryne                       | Straight-to-video |
| 2005 | Silent Partner                | Dina                             | Straight-to-video |
| 2006 | Incubus                       | Jay                              | Straight-to-video |
| 2007 | If I Had Known I Was a Genius | Stephanie                        | Straight-to-video |
| 2007 | 7-10 Split/Strike             | Lindsay / Lil Reno               | Straight-to-video |
| 2008 | Senior Skip Day               | Ellen Harris                     | Straight-to-video |
| 2008 | Clean Break/Unnatural Causes  | Julia McKay                      | Straight-to-video |
| 2010 | Land of Canaan                | Amy                              | Post-production   |
| 2010 | Last Call                     | Lindsay                          | Post-production   |
| 2011 | The Fields                    | Bonnie                           | Post-production   |

| Anul      | Titleu                           | Rol            | Note                     |
| --------- | -------------------------------- | -------------- | ------------------------ |
| 1994      | Saved by the Bell: The New Class | Sandy          | Episode "Squash It"      |
| 1995      | Days of our Lives                | Ashley         | 5 episodes               |
| 1996      | California Dreams                | Sarah          | Episode "Graduation Day" |
| 2003–2005 | Scrubs                           | Danni Sullivan | 11 episodes              |
| 2004      | Quintuplets                      | Ms. Foley      | Episode "Teacher's Pet"  |
| 2004      | Knots                            | Emily          | TV movie                 |
| 2005–2006 | Taradise                         | Herself        | Series regular           |
| 2008      | Vipers                           | Nicky Swift    | TV movie                 |
| 2007      | Wild n' Out                      | Herself        | 1 episode                |